# Hepatica nobilis
Anémone hépatique
Espèce
Classification phylogénétique
L'Anémone hépatique, Hépatique noble, Hépatique à trois lobes (Hepatica nobilis) est une espèce de plantes herbacées vivaces de la famille des Ranunculaceae, du genre Hepatica.

## Dénominations
Synonyme : Anemone hepatica L., 1753
Noms français recommandés : Anémone hépatique, Hépatique noble, Hépatique à trois lobes.
Noms français secondaires ou régionaux : Herbe au foie, Herbe de la Trinité.
Les noms hepatica et "Herbe au foie" sont une application de la théorie des signatures, selon laquelle les propriétés médicinales des créatures étaient indiquées par leur apparence. La forme trilobée des feuilles ainsi que leur couleur rouge sombre en automne évoqueraient le foie.

## Description
C'est une plante duveteuse, aux feuilles généralement persistantes pétiolées, en rosette, à trois lobes vert dessus, souvent brun rougeâtre ou violettes dessous. Les fleurs sont généralement bleues (parfois aussi blanches, roses ou pourprées) avec de cinq à dix sépales ovales.
C'est une plante à la floraison précoce (mars-avril) dont il existe des variétés cultivées.

## Caractéristiques
Organes reproducteurs
- Type d'inflorescence : fleur solitaire terminale
- Répartition des sexes : hermaphrodite
- Type de pollinisation : entomogame
- Période de floraison : mars à mai

Graine
- Type de fruit : capsule
- Mode de dissémination : myrmécochore

Habitat et répartition
- Habitat type : sous-bois herbacés médioeuropéens, basophiles. Sols riches et frais souvent calcaire au Québec. On la rencontre dans les bois, broussailles, prés, et même rochers, surtout en montagne en Europe continentale.
- Aire de répartition : holarctique

Données d'après : Julve, Ph., 1998 ff. - Baseflor. Index botanique, écologique et chorologique de la flore de France. Version : 23 avril 2004. 

## Variétés
- Hepatica nobilis var. hepatica
- Hepatica nobilis var. pyrenaica
- Hepatica nobilis var. japonica
- Hepatica nobilis var. pubescens

## Utilisation

### Composants toxiques
La plante contient de la proto-anémonine, le rhizome de la saponine et un hétéroside.
Séchée, elle peut être utilisée pour ses propriétés diurétiques en macération[réf. nécessaire] dans de l'eau ou du vin.
Elle est signalée comme toxique dans le livre-guide À la découverte des fleurs des Alpes (LIBRIS).

## Protection
- France : espèce bénéficiant d'un arrêté de protection en Haute-Normandie, Franche-Comté et Île-de-France

## Galerie

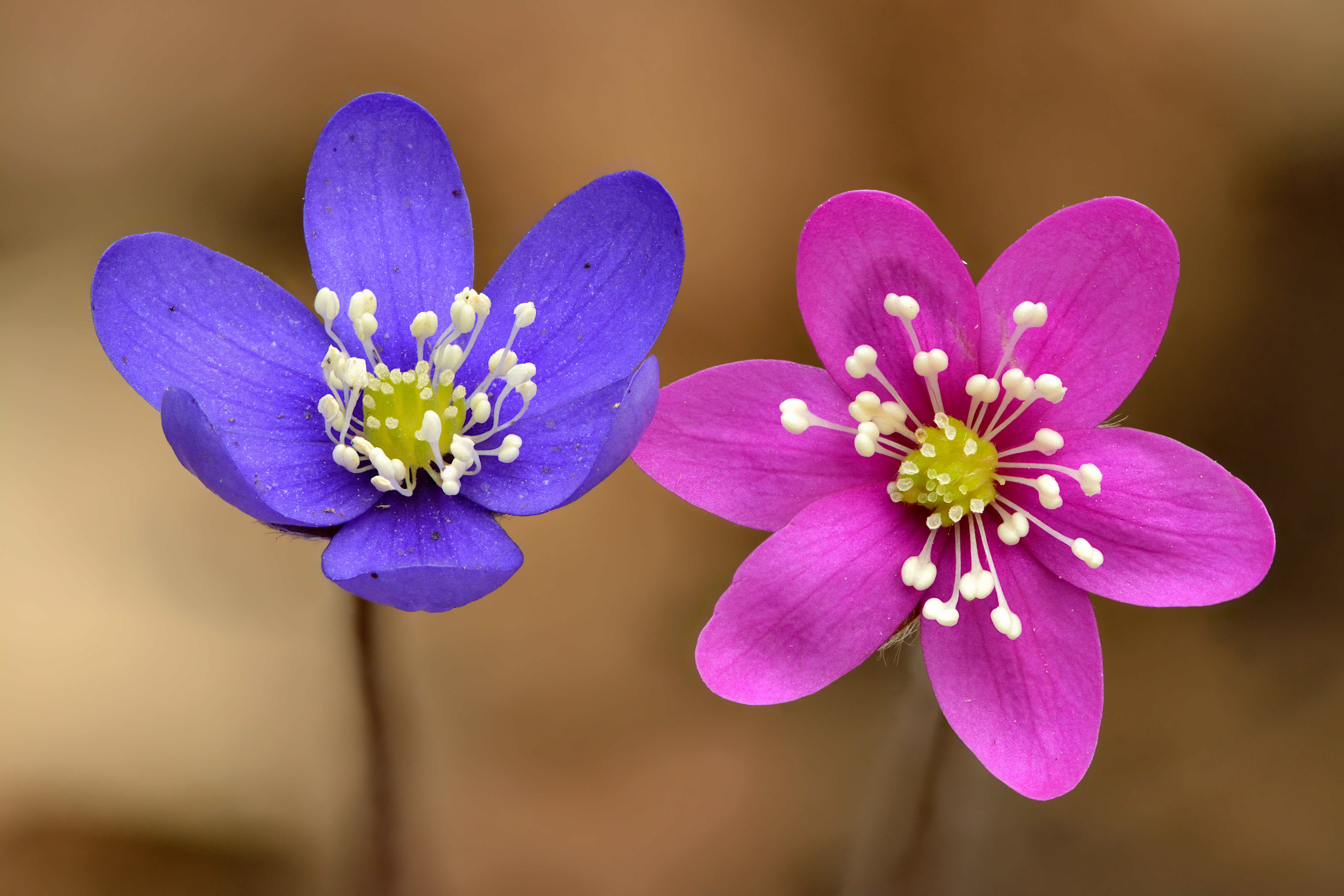
Fleur
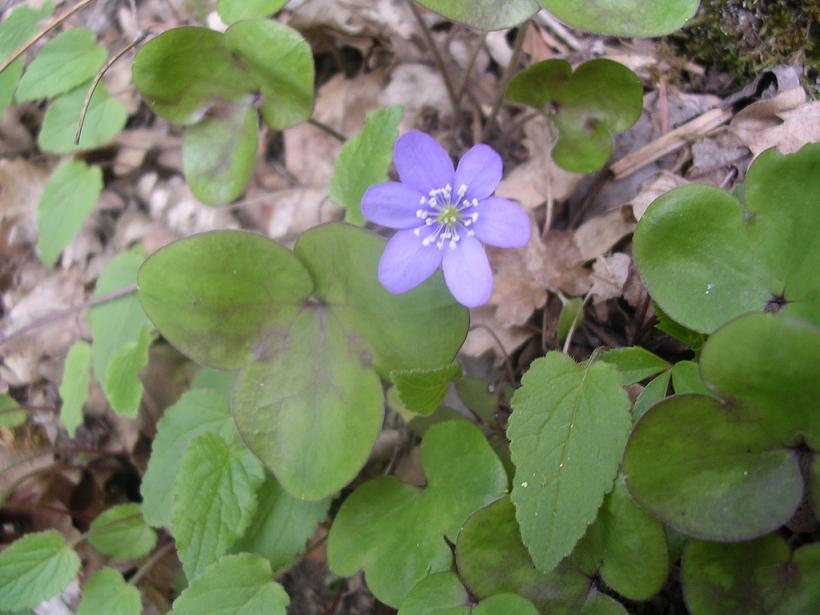
Hepatica nobilis
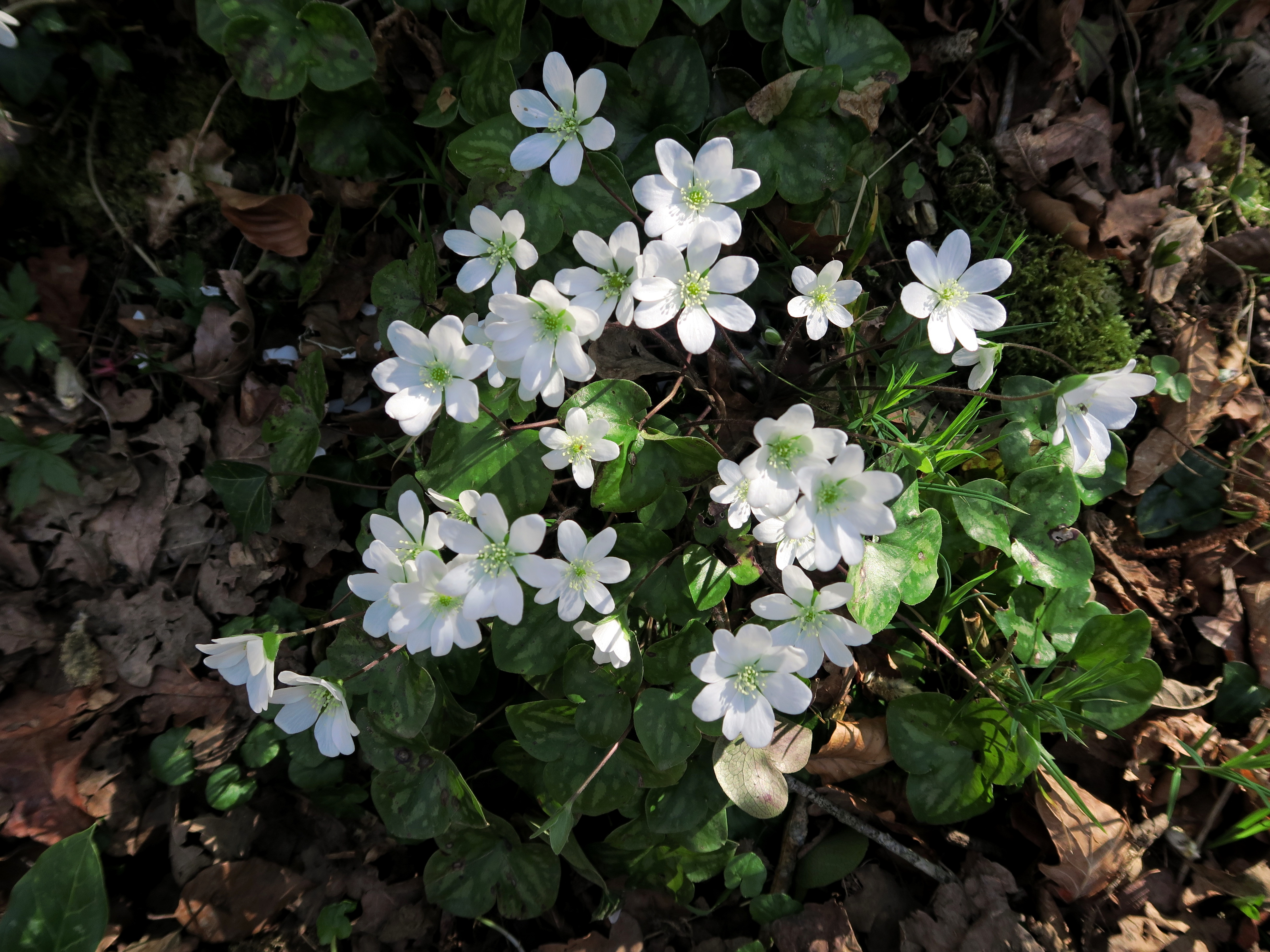
Hepatica nobilis